# 39 Draconis
Cet article concerne l'étoile b Draconis. Elle ne doit pas être confondue avec β (Beta) Draconis.
Désignations
39 Draconis (en abrégé 39 Dra) est un système d'étoiles quadruple de la constellation circumpolaire boréale du Dragon. Il porte également la désignation de Bayer de b Draconis, 39 Draconis étant sa désignation de Flamsteed. Le système est visible à l'œil nu avec une magnitude apparente combinée de 4,98. D'après la mesure de sa parallaxe annuelle par le satellite Hipparcos, il est situé à environ ∼ 184 a.l. (∼ 56,4 pc) de la Terre. Il se rapproche du Système solaire à une vitesse radiale héliocentrique de −24,5 km/s.
Les deux composantes centrales du système de 39 Draconis complètent leur longue orbite en quasiment 4 000 ans ; son excentricité est de 0,55 et son demi-grand axe est de 6,621 secondes d'arc. L'étoile primaire, désignée 39 Draconis A, est une étoile blanche de la séquence principale de type spectral A1V. Elle est 2,12 fois plus massive que le Soleil et sa magnitude visuelle est de 5,06. La composante secondaire, 39 Draconis B, est une étoile jaune-blanc de la séquence principale de type spectral F5V. Sa magnitude apparente est de 8,07 et elle est 1,18 fois plus massive que le Soleil.
L'étoile de huitième magnitude HD 238865 est répertoriée dans les catalogues d'étoiles doubles et multiples comme la composante 39 Draconis C. Elle est séparée des deux autres étoiles de 90″ et elle apparaît à la fois être à la même distance et partager un mouvement propre commun avec elles,, de telle sorte qu'elle est considérée comme faisant partie du système. 39 Draconis C est elle-même une binaire spectroscopique avec une étoile primaire de type F8 et une secondaire qui est une naine rouge. Toutes deux tournent l'une autour de l'autre avec une période de 2,7 jours,.